# 빌헬름 1세
빌헬름 1세(독일어: Wilhelm I, 1797년 3월 22일 ~ 1888년 3월 9일)는 프로이센의 국왕(임기: 1861년 ~ 1888년)이다. 북독일 연방의 의장(임기: 1866년 ~ 1871년)이자, 독일 제국의 초대 황제(임기: 1871년 1월 18일 ~ 1888년)이다.
빌헬름 1세는 군국주의로서 프로이센을 일등 국가로 만들려고 생각하였다. 1861년 형인 프리드리히 빌헬름 4세 대신 왕이 되자 오토 폰 비스마르크를 수상으로, 헬무트 카를 베른하르트 폰 몰트케 백작를 참모총장으로 등용하여 독일의 통일을 꾀하였다. 그는 1864년 프로이센-덴마크 전쟁과 1866년 프로이센-오스트리아 전쟁, 그리고 1870년 프로이센-프랑스 전쟁에서 차례로 승리한 뒤, 1871년 베르사유 궁전에서 독일 제국 황제가 되었다. 비스마르크를 신임하였으며 내외 정치에 수완을 보여, 독일을 유럽 제일의 강대국으로 만들었다.

## 어린 시절과 군사 경력

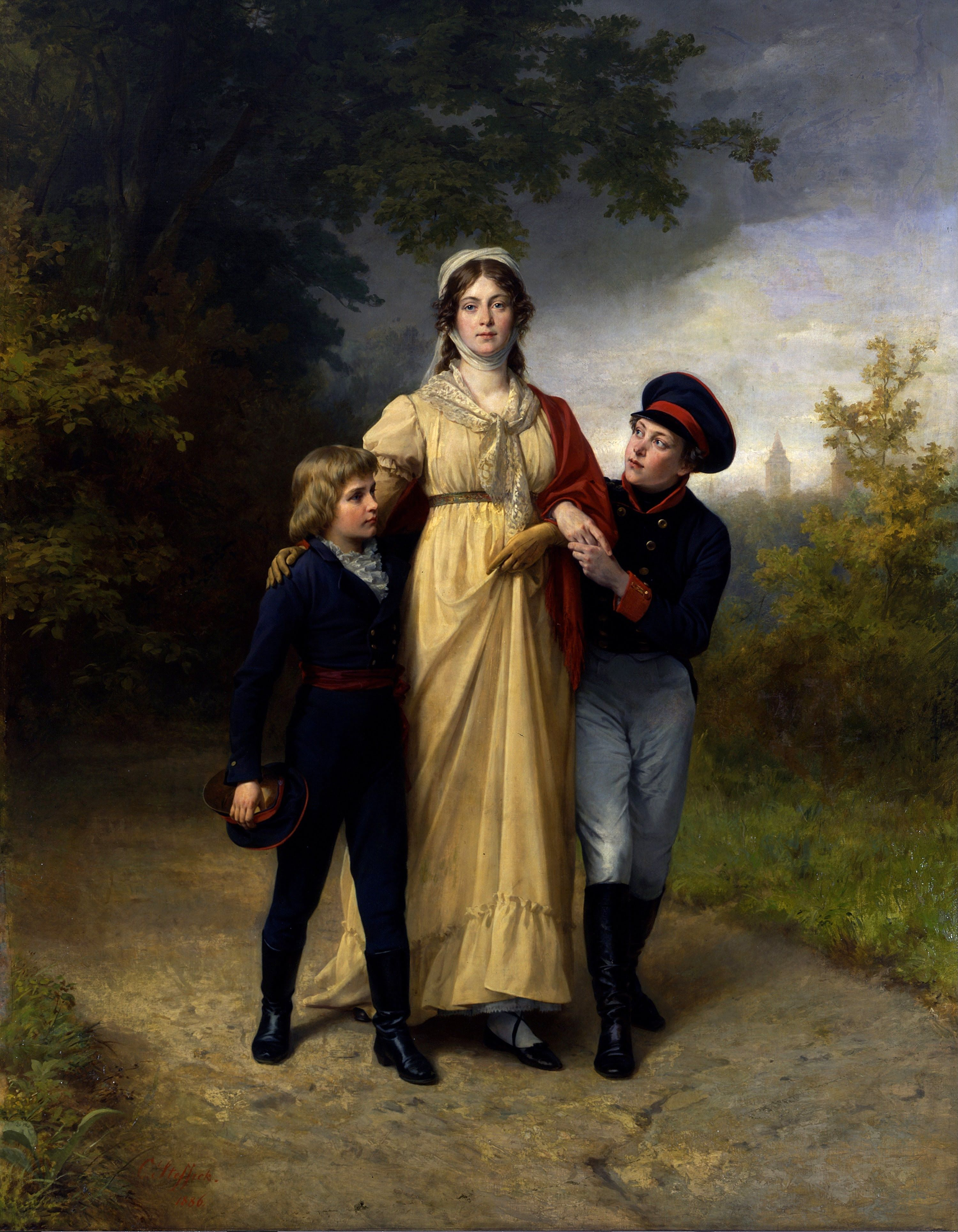
2명의 아들 (훗날의 프로이센의 프리드리히 빌헬름 4세와 독일 제국의 초대 황제 빌헬름)과 함께 한 루이제 추 메클렌부르크슈트렐리츠 공녀 (1808년 경)

빌헬름 1세는 베를린 왕세자궁에서 태어났다. 루이제 추 메클렌부르크슈트렐리츠 공녀와 국왕 프리드리히 빌헬름 2세의 장남 프리드리히 빌헬름 왕자의 차남으로서 빌헬름은 왕위 계승 서열 2위의 왕자였다. 그의 조부는 그가 태어난 해였던 1797년에 53세의 나이로 사망하였다. 그는 또한 빌헬름의 형 프리드리히 빌헬름 왕세자의 교육을 담당했던 요한 프리드리히 고틀리에프 델브뤽에 의하여 1801년부터 1809년까지 교육을 받았다. 12세의 나이에 그의 부친은 그를 프로이센의 육군에 장교로서 임명하였다. 1806년은 프로이센의 프랑스에 의하여 패배와 신성 로마 제국의 해체를 보았다.
빌헬름은 1814년부터 육군에 복무하였다. 그는 독일에서 제6차 대프랑스 동맹으로 알려진 나폴레옹 전쟁의 일부 동안 자신의 부친처럼 나폴레옹 1세에 대항하여 싸웠으며 보고적으로 매우 용감한 군인이었다. 그는 대위로 만들어지고 바르쉬르오브 전투에서 자신의 활약으로 철십자 상을 수상하였다. 프랑스에 대항하는 전쟁과 싸움은 그에게 평생의 인상을 남겼고, 프랑스에 향한 오랜 반감을 가졌다.
1815년 빌헬름은 소령으로 진급되어 제 1 근위 사단의 대대를 지휘하였다. 그는 리니와 워털루 전투에서 게프하르트 레베레히트 폰 블뤼허 아래 싸웠다. 그는 외교관이 되어 1815년 후의 외교 임무를 수행하였다. 빌헬름은 러시아의 알렉산드라 표도로브나의 오빠였다. 1817년 그는 그녀가 러시아의 황제 니콜라이 1세에게 결혼했을 때 자신의 누이 동생을 상트페테르부르크로 동행하였다.
1816년 빌헬름은 슈테틴 근위향토방위대를 지휘하였고 2년 후에 소장으로 진급되었다. 다음해 빌헬름은 제 7 육군단과 제 8 육군단의 조사관으로 임명되었다. 이 일은 그를 호엔촐레른 가 안에서 프로이센 육군의 대변인으로 만들었다. 그는 강하고, 잘 훈련되고 잘 장비된 육군의 찬성을 주장하였다. 1820년 빌헬름은 제1근위 사단의 사령관이 되었고, 1825년 제 3 육군단의 사령관으로 승진되었다.
1826년 빌헬름은 자신이 끌렸던 자신의 육촌인 폴란드의 귀족 여성 엘리자 라츠비우와 결혼하고 싶어했지만 귀천상혼의 이유로 아버지 프리드리히 빌헬름 3세가 반대해서 무산되었다. 그 일은 엘리자가 베를린에 있는 크롤오퍼의 소유인들인 요제프와 카롤리네 크롤에 의하여 길러진 빌헬름에 의하여 사생아를 가졌다는 것이 주장되었다.
1829년 빌헬름은 카를 프리드리히 폰 작센바이마르아이제나흐 대공과 니콜라이 1세의 딸 마리야 파블로브나의 딸 아우구스타 폰 작센바이마르아이제나흐 대공녀에게 결혼하였다. 그들의 결혼 생활은 외적으로 안정적이었으나 행복한 것이 아니었다.
1840년 형 프리드리히 빌헬름 4세가 프로이센의 국왕이 되었다. 하지만 형이 자녀가 없었기에 사실상의 왕세제였다. 자신의 신념에 반하지만 자신의 형에 충성심에서 빌헬름은 1847년 프로이센 국회를 세우는 법안을 서명하였고 귀족원에 의석을 차지하였다.
1848년 독일 혁명이 일어난 동안 빌헬름은 프리드리히 빌헬름 4세에 겨냥한 반란을 성공적으로 진압하였다. 대포의 이용은 당시 그를 인기 없게 만들었고 그에게 "포도탄의 왕자"라는 별명이 붙었다. 그는 자신의 프로이센 군대를 지휘했던 바덴에서 일어난 폭동을 진압하는 도움을 주었다. 1849년 10월 그는 코블렌츠에 있는 선거궁에서 의석과 함께 라인란트와 베스트팔렌의 총독이 되었다.
코블렌츠에서 자신들의 시간 동안 빌헬름과 그의 부인은 역사가 막시밀리안 볼프강 둥커, 아우구스트 폰 베트만홀베히와 클레멘스 테오도어 페르테스 같은 자유주의 학자들을 즐겁게 했다. 자유주의 아이디어들에 빌헬름의 반대는 점차 부드러워졌다.
1854년 빌헬름 왕자는 야전 사령관으로 올라갔고 마인츠 연방 요새의 총독으로 만들어졌다. 1857년 프리드리히 빌헬름 4세는 뇌졸중을 앓고 그의 일생의 나머지 동안 정신적으로 장애가 되었다. 1858년 1월 빌헬름은 자신의 형을 위하여 섭정이 되어 시초적으로 일시적으로 만이었다가 10월 후에 영구적으로 지냈다. 자신의 형의 충고를 대항한 빌헬름은 프로이센의 헌법에 취임 선서를 하였고 그것을 보존하는 데 "단단하고 불가침"을 약속하였다. 빌헬름은 무장 군대를 개혁하는 문제에 자신과 프로이센 의회의 자유주의자 다수 사이에 갈등이 있었어도 자유적 카를 안톤 폰 호엔촐레른지그마링겐을 총리로 임명하였으며 그러므로 프로이센에서 "새 시대"로 알려지게 된 것을 시작하였다.

## 프로이센의 국왕

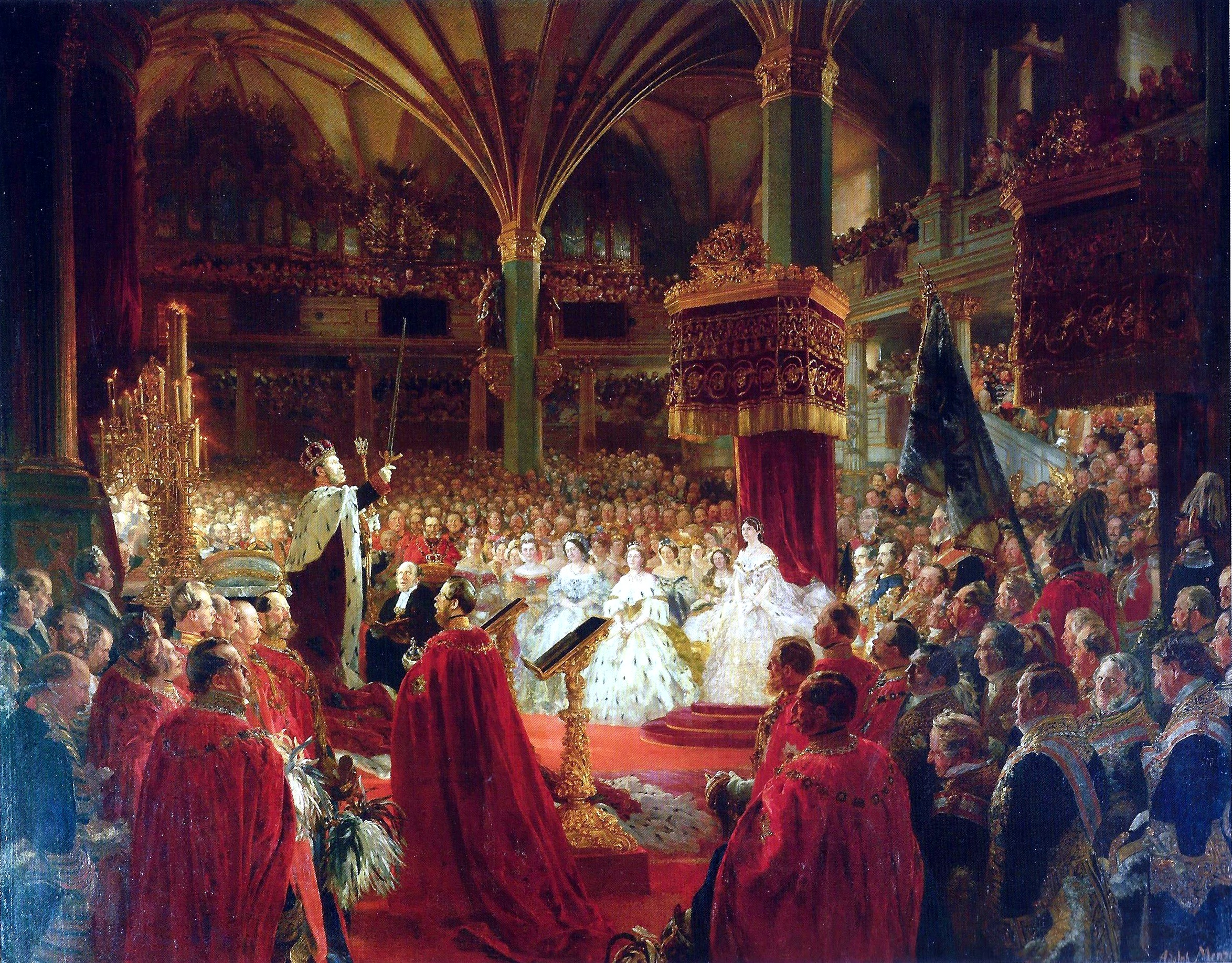
1861년 쾨니히스베르크 성에서 열린 프로이센의 군주로서 빌헬름의 대관식

1861년 1월 20일 프리드리히 빌헬름 4세가 사망하고 빌헬름은 "프로이센의 빌헬름 1세"로서 왕좌에 올랐다. 7월 라이프치히에서 온 학생이 빌헬름을 암살하려는 시도를 했으나 그는 가볍게 부상 만을 당했다. 프로이센의 프리드리히 1세처럼 빌헬름은 쾨니히스베르크로 여행을 떠나 거기서 자신을 스스로 왕관을 씌였다. 빌헬름은 1701년 이래 첫 프로이센 대관식이자 19세기에 독일 국왕의 대관식인 것 뿐인 이 이벤트를 위하여 10월 18일 라이프치히 전투의 기념일을 선택하였다. 빌헬름은 자신이 헌법을 폐지해야 할 프리드리히 빌헬름의 소망에 표현된 자신의 형의 소망과 준수를 거부하였다.
빌헬름은 프리드리히 빌헬름과 프로이센 의회 사이에 갈등을 상속받았다. 그는 자신이 자신의 형보다 정치에서 덜 개입하면서 정치적으로 중립적인 것으로 숙고되었다. 1862년 프로이센 의회는 이미 군대의 시행된 개혁을 위하여 지불하는 데 필요했던 군사 예산에서 증가를 거부하였다. 이 일은 150,000명에서 200,000명의 남성들로 평시 군대를 키우고 40,000명에서 63,000명으로 연간 신입 병사 수를 늘리이는 것을 연루하였다. 하지만 정말 논란이 되는 부분은 3년의 세월에 군사 복무의 기간을 지키는 계획이었다. 자신의 전쟁 장관 알브레히트 폰 론 백작에 의하여 후원된 요청이 거부되었을 때 빌헬름은 처음에 퇴위하는 것을 숙고하였으나 프리드리히 왕세자가 강력히 반대하였다. 그러고나서 론 백작의 조언에 빌헬름은 제안을 강제하는 데 총리의 직위로 오토 폰 비스마르크를 임명하였다. 프로이센 헌법에 의하면 총리는 의회에 아닌 국왕에게 홀로 책임이 있었다고 한다. 보수적 프로이센의 융커이자 국왕의 충성적인 친구인 비스마르크는 자신의 봉건 상급자에게 가신처럼 빌헬름과 함께 자신의 일하는 관계를 보는 것을 좋아하였다. 그럼에 불구하고, 그것은 사임하겠다고 협박해 동의를 얻었던 몇몇의 경우들에 외교는 물론 정치와 국내 사정을 효과적으로 지시한 비스마르크였다.

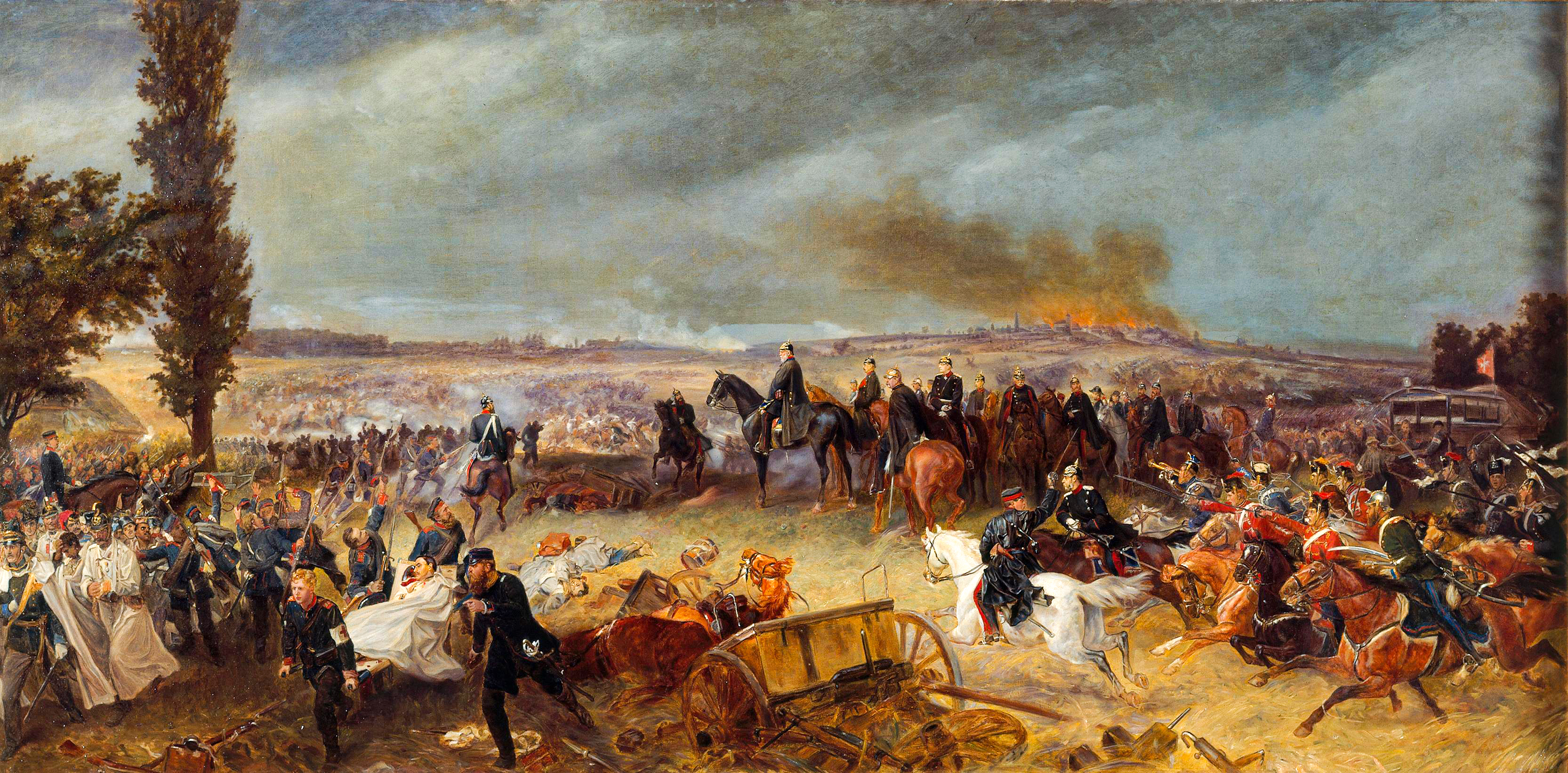
1866년 쾨니히그레츠 전투에서 (흑마에 탄 이가 빌헬름)

빌헬름은 1864년 덴마크를 상대로 제2차 슐레스비히 전쟁과 1866년 프로이센-오스트리아 전쟁에서 프로이센 군대의 총사령관이었다. 후자의 전쟁이 프로이센에 의하여 승리한 후, 빌헬름은 프로이센 군대가 빈으로 행렬하여 오스트리아를 병합하는 것을 원했으나 비스마르크와 자신의 아들 프리드리히 빌헬름가 반대해서 무산되었다. 비스마르크는 나중에 필요한 경우 프로이센이 오스트리아와 동맹을 맺을 수 있도록 전쟁을 빠르게 끝내는 것을 원하였으며, 프리드리히 왕세자도 또한 사상자들에 경악하여 적대 행위의 신속한 종료를 원했다. 열띤 토론이 있던 동안 비스마르크는 만약 빌헬름이 빈으로 지속한다면 사임하겠다고 위협하였으며 비스마르크는 자신의 방향을 얻었다. 빌헬름은 독일 북부 3분의 2의 사실상 통치자가 되면서 스스로 만족해야 했다. 프로이센은 슐레스비히홀슈타인은 물론 마인강 북부의 몇몇의 오스트리아의 동맹국들을 병합하였다. 그 일은 또한 작센라우엔부르크를 프로이센과 동군연합으로 들어오는 것을 강요하였다.
1867년 북독일 연방은 프로이센의 영구적 통솔 아래 북부와 중부 독일의 주들의 연방으로서 창조되었다. 빌헬름은 연방의 상임 간부회인 분데스프레지디움(독일어: Bundespräsidium)을 추정하였고, 직위는 프로이센 왕가의 세습 직위였다. 명시적이 아닌 기능적으로 그는 국가의 원수였다. 비스마르크는 국제적으로 총통은 너무 공화주의적이면서 그런 칭로들을 피하였다. 빌헬름은 또한 전연방무장군대의 헌법적 사령관이기도 했다. 남부 독일의 주들과 조약들을 통하여 그는 또한 전쟁 시기에 그들의 군대의 사령관이 되기도 했다. 1870년 프로이센-프랑스 전쟁이 일어난 동안 빌헬름은 중대한 스당 전투에서 전체 독일 군대의 지휘관이었다.

## 초대 독일 황제

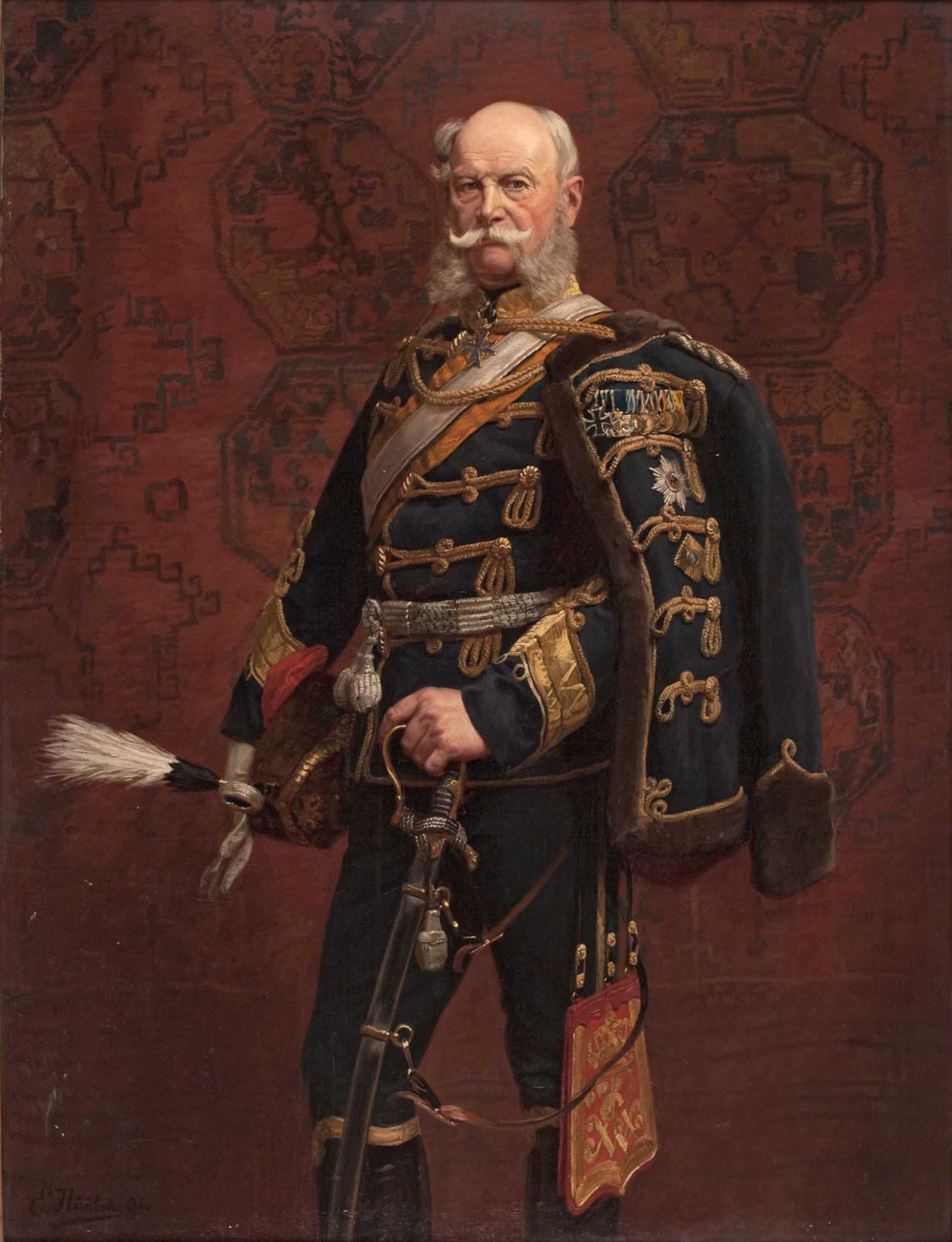
후사르 제복 차림의 빌헬름 1세

프로이센-프랑스 전쟁이 일어난 동안 남부 독일의 주들은 독일 제국으로 재결성되었던 북독일 연방에 가입하였다. 분데스프레지디움의 칭호는 독일 황제의 칭호와 함께 수정되었다. 이 일은 입법 기관들 - 국가의회와 연방 의회에 의하여 결정되었고, 빌헬름은 국가의회의 사절단의 출석에 12월 8일 이것으로 동의하였다. 새로운 헌법과 황제의 칭호는 1871년 1월 1일 발효되었다.

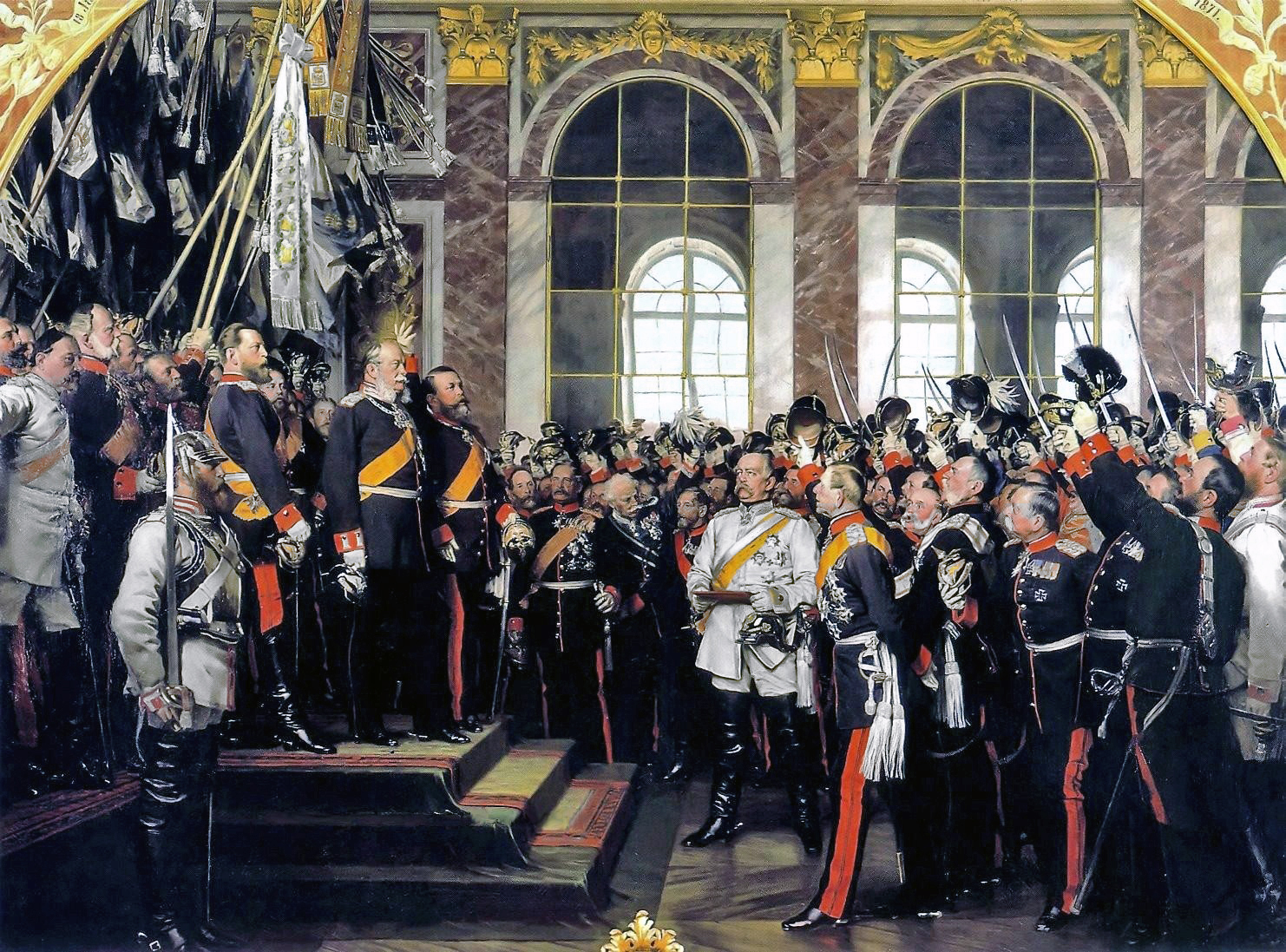
베르사유 궁전의 거울의 방에서 열린 통일된 독일 제국의 초대 황제로서 빌헬름 1세의 선포식. 우측에 하얀 제복 차림은 오토 폰 비스마르크, 그 옆은 헬무트 카를 베른하르트 폰 몰트케 백작

하지만 빌헬름은 자신이 프로이센의 국왕으로서 그것이 자신의 칭호를 가릴 것을 두려워하면서 헌법적 칭호를 받아들이는 데 망설였다. 그는 또한 그것이 "독일의 황제"로일 것을 원하였으나 비스마르크는 그에게 남부 독일의 왕들과 오스트리아의 황제가 항의할 것을 경고하였다. 마지못해 빌헬름은 1월 18일 그는 베르사유 궁전에 있는 거울의 방에서 정식으로 독일 황제로서 선포되었다. 날짜는 1701년 프로이센의 초대 국왕의 대관식 날짜로서 선택되었다. 국가의 기억 속에 1월 18일은 그것이 헌법적 의미가 없었어도 "제국 건국의 날"이 되었다.
많은 지식인들에게 빌헬름의 대관식은 신성 로마 제국의 복원과 함께 관련이 있었다. 펠릭스 단은 중세의 황제 프리드리히 바르바로사 (붉은 수염)의 이름에 작품으로 빌헬름 바르바블랑카 (흰 수염)으로 자신이 별명을 지은 것에 〈Macte senex Imperator〉(만세, 늙은 황제)란 시를 썼다. 산중휴거 전설에 의하면 바르바로사는 독일이 자신을 필요했을 때까지 키프호이저 산 아래에서 잠을 잤다고 한다. 그러므로 빌헬름 1세는 바르바로사의 재림으로 묘사되었다. 키프호이저 기념비는 둘다의 황제들을 묘사한다.
1872년 그는 영국과 미국 사이에 경계 분쟁에 중재하여 미국의 호의에 결정하고 미국의 국가 영토 안에서 워싱턴주의 샌환 제도를 놓아 12년의 무혈 돼지 전쟁을 끝냈다.
자신의 회고록에 비스마르크는 빌헬름을 좋은 상식이 경우적으로 "여성의 영향"으로 훼손되었던 구식의 예의 바르고, 틀림없이 겸손한 신사이자 진실한 프로이센 장교로 묘사한다. 이것은 다른이들 중에 요한 볼프강 폰 괴테에 의하여 교육을 받은 빌헬름의 부인에게 참조였고 그녀의 남편에게 지적으로 우월하였다. 그녀는 자신이 자유주의자이면서 공식적인 정책들로 때때로 그녀의 반대에 대해 매우 노골적이었다. 하지만 빌헬름은 자유적 아이디어들에 오랫동안 강하게 반대하였다. 카이저(독일어: Kaiser)로서 상당한 힘을 소유했음에 불구하고 빌헬름은 자신의 재상에게 통치하는 일의 대부분을 맡겨 국가를 대표하는 데 자신을 제한시키고 비스마르크의 모든 정책을 찬성하였다. 은밀히 그는 한번 비스마르크와 자신의 관계에서 "그런 재상 아래 황제가 되는 게 어려웠다."고 언급하였다.

### 암살 시도들과 반사회주의법

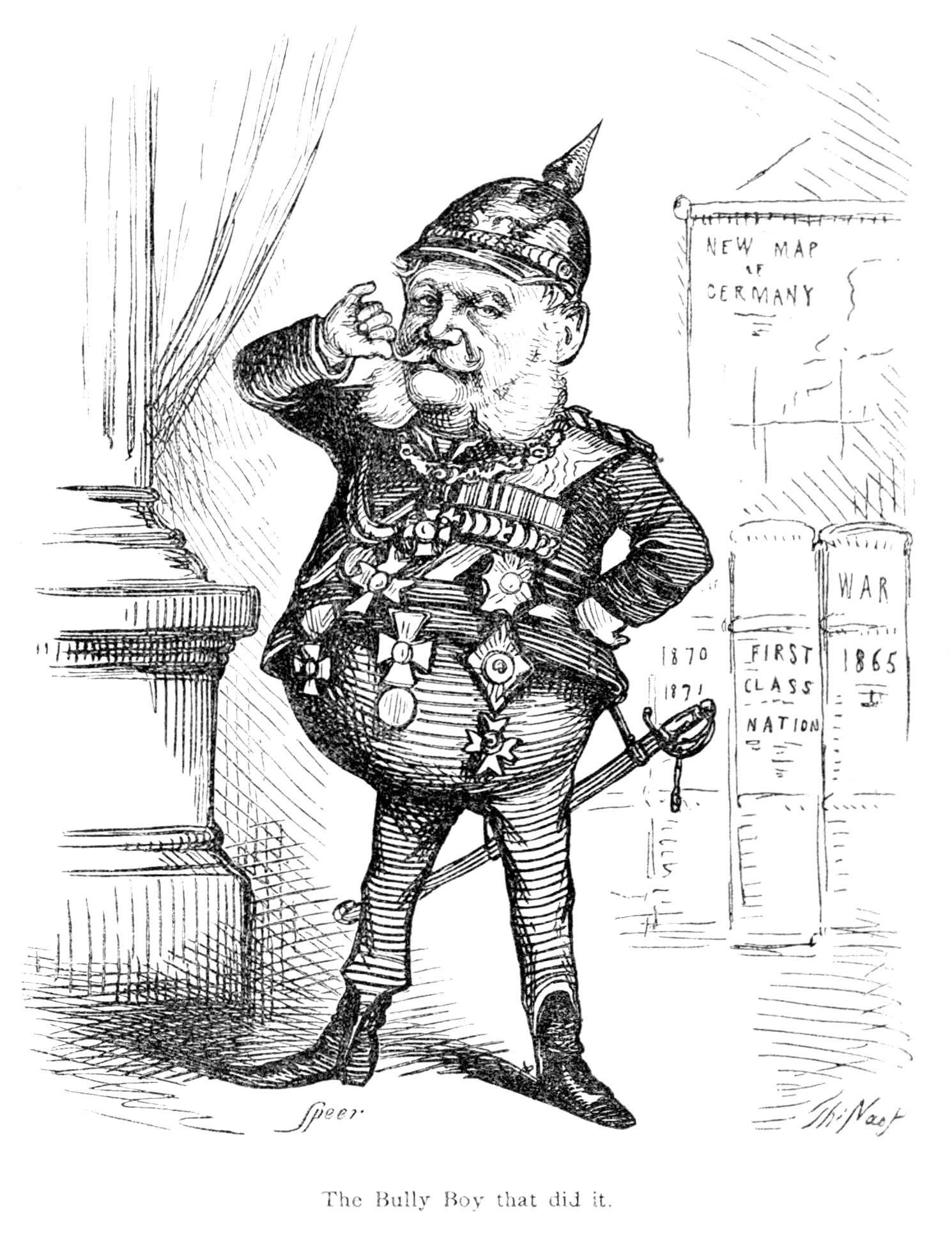
빌헬름 1세의 희화 (토머스 내스트 작)

1878년 5월 11일 에밀 막스 회델이란 이름을 가진 배관공이 베를린에서 빌헬름에 암살 시도에서 실패하였다. 빌헬름과 그의 딸 루이제가 그들의 마차에서 운터덴린덴에 행렬을 했던 동안 회델은 당시 81세의 황제를 쏘는 데 리볼버를 이용하였다. 총탄이 빚나갔을 때 회델은 거리를 건너 뛰어 또한 빚나간 또다른 총탄을 쏘았다. 소란 속에서 회델을 체포하려던 개인 중에 하나는 심각한 내부 부상을 입어 이틀 후에 사망하였다. 회델은 즉시 체포되었다. 그는 재판을 받고 유죄 판결이 내려지면서 사형 선고를 받고, 그해 8월 16일 교수형에 처해졌다.
빌헬름 1세를 암살하는 데 두번째 시도는 그해 6월 2일 카를 노빌링 박사에 의하여 만들어졌다. 황제가 열린 마차에서 지나갔을 때 암살범은 운터덴린덴에서 떨어진 집의 창문으로부터 2발을 총탄을 쏘았다. 빌헬름은 심한 중상을 입고 서둘로 궁전으로 돌아갔다. 노블링은 자살하는 시도에 자신을 쏘았다. 빌헬름이 이 공격을 살아남았던 동안 암살범은 3달 후에 자신의 자해 상처로 사망하였다.
회델이 독일 사회민주당으로부터 추방되었던 사실에 불구하고, 그의 활동들은 당을 금지시키는 데 비스마르크에 의한 핑계로 이용되었다. 이것을 하는 데 비스마르크는 사회주의의 주제에 "내가 아무 닭을 원하지 않는다면 그때는 달걀들을 부수어야 한다"고 썼던 국민자유당 소속의 루트비히 밤베르거와 협력하였다. 그러므로 빌헬름의 일생에 이 시도들은 사회주의자들과 노동자 계급 운동을 싸우는 목적을 위하여 1878년 10월 18일 제국의회에서 다수의 성원과 함께 비스마르크의 정부에 의하여 소개된 반사회주의자 법의 제정의 구실이 되었다. 이 법들은 그 법적 상태의 독일 사회민주당을 박탈하였고, 전체의 조직들 - 노동자들의 대중 조직들과 사회주의자와 노동자의 언론을 금지시켰고, 사회주의 문학의 몰수를 결정하였으며 사회민주당원들은 보복을 당하였다. 법들은 2 ~ 3년마다 확장되었다. 보복에 불구하고 사회민주당은 대중 사이의 영향력을 증가시켰다. 대중의 노동자 운동의 압력을 받은 법들은 1890년 10월 1일 폐지되었다.

### 이후의 세월과 사망

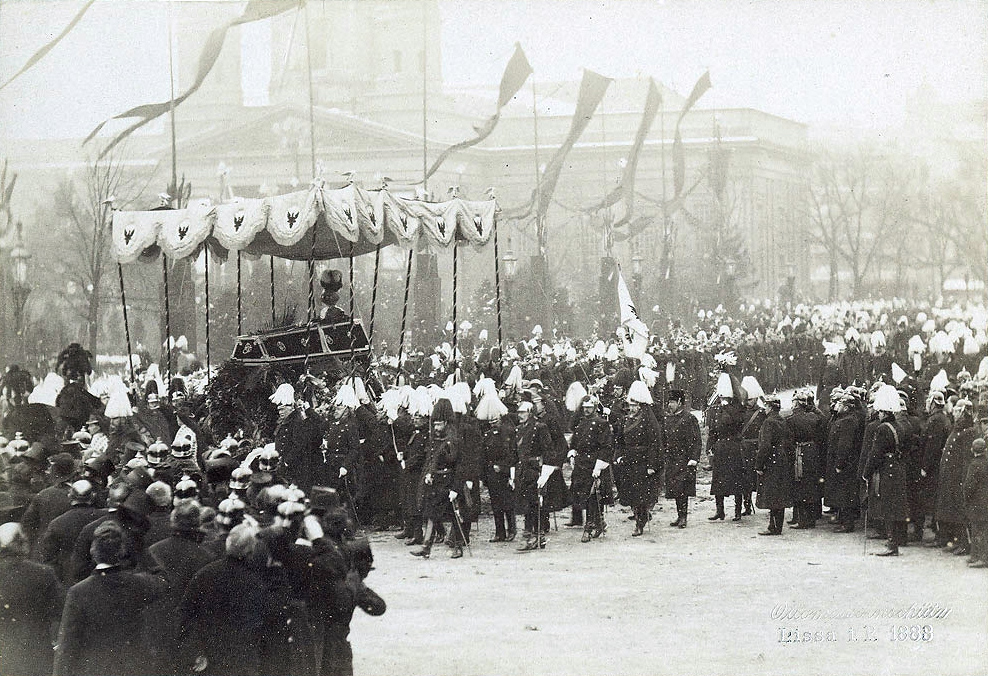
빌헬름 1세의 장례 행렬

1878년 8월 빌헬름의 조카인 러시아의 차르 알렉산드르 2세는 베를린 회의에서 러시아의 이익을 받은 취급에 관하여 불평한 편지를 썼다. 응답에 비스마르크의 조언에 대항한 빌헬름, 그의 부인 아우구스타와 아들 왕세자는 대면 회담에서 화해하는 데 러시아로 여행을 떠났다. 하지만 다시 한번 사임하는 데 위협을 받으면서 비스마르크는 오스트리아와 더욱 가까운 동맹으로 빌헬름의 반대를 이겼다. 10월에 빌헬름은 러시아로 향했던 독일과 오스트리아-헝가리 제국 사이에 독오 동맹으로 동의하였다.
빌헬름이 뤼데스하임에서 니더발트 기념비를 공개했을 때 1883년 9월 18일 또다른 암살 시도가 실패하였다. 무정부주의자들의 단체가 비가 오는 날씨 때문에 실패했던 다이너마이트를 이용한 공격을 준비하였다.
비스마르크에 의하여 결성된 1884년 ~ 85년의 베를린 회담은 아프리카 분할의 형식화로 볼 수 있다. 아직 청구되지 않은 아프리카와 오세아니아에서 남은 영토의 대부분을 청구한 독일은 독일 식민제국를 건설하는 데 성공하였다.
암살 시도들과 1848년 반란에서 빌헬름의 인기없던 역할에 불구하고 그와 그의 부인은 특히 자신들의 이후의 세월에 매우 인기가 있었다. 많은 국민들은 그들을 "옛 프로이센"의 인격화로 숙고하였고 그들의 남풍과 단순한 생활 방식을 좋아했다. 자신의 91세 생일이 있기 전 2주보다 적게 짧은 병에 걸린 후에 1888년 3월 9일 빌헬름은 베를린에서 사망하였다. 그는 샤를로텐부르크성에 있는 영묘에 안장되었다.
그를 영예하는 데 큰 수의 기념비/동상들이 이어진 세월들에 전국에 세워졌다. 그들 중에 가장 잘 알려진 것들은 튀링겐주에 있는 키프호이저 기념비 (1890년 ~ 96년), 포르타 베스트팔리카에 있는 기념비 (1896년)와 코블렌츠에서 도이체스 에크에 있는 빌헬름 1세의 동상 (1897년)이다. 베를린성 옆에 있던 동상은 1950년 동베를린 정부에 의하여 녹아내렸다.
1867년부터 1918년까지 빌헬름 1세에게 1,000개 이상의 기념관들이 건설되었다.

## 자녀
빌헬름 1세는 아우구스타 폰 작센바이마르아이제나흐 대공녀와 결혼해 1남 1녀를 두었다.
| 사진 | 이름              | 생일             | 사망                   | 기타                                       |
| ---- | ----------------- | ---------------- | ---------------------- | ------------------------------------------ |
|      | 프리드리히 3세    | 1831년 10월 18일 | 1888년 6월 15일 (56세) | 제위 계승, 슬하 4남 4녀                    |
|      | 프로이센의 루이제 | 1838년 10월 15일 | 1923년 1월 2일 (84세)  | 바덴의 프리드리히 1세와 결혼. 슬하 2남 1녀 |

## 같이 보기
- 프로이센의 군주 목록
- 독일령 카메룬
- 토골란드
- 독일령 남서아프리카
- 독일령 뉴기니
- 독일령 동아프리카
- 독일령 사모아